# Dendrobium eximium
Dendrobium eximium är en orkidéart som beskrevs av Rudolf Schlechter. Dendrobium eximium ingår i släktet Dendrobium, och familjen orkidéer. Inga underarter finns listade i Catalogue of Life.

## Bildgalleri

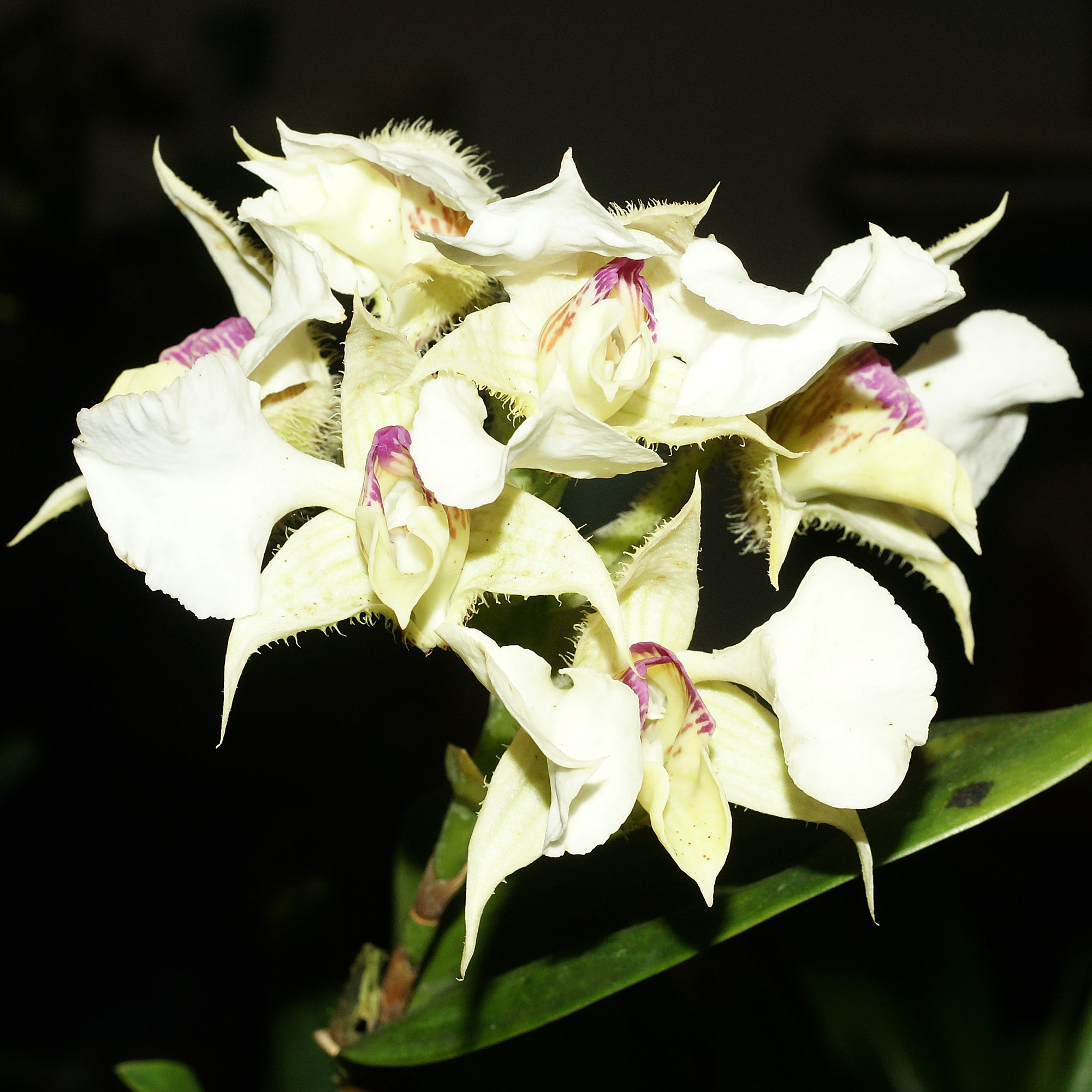